# نيا روبرتس
نيا روبرتس (بالإنجليزية: Nia Roberts)‏ هي ممثلة بريطانية، ولدت في 5 فبراير 1972 في المملكة المتحدة.

## وصلات خارجية
- نيا روبرتس على موقع IMDb (الإنجليزية)
- نيا روبرتس على موقع ألو سيني (الفرنسية)
- نيا روبرتس على موقع أول موفي (الإنجليزية)
- نيا روبرتس على موقع قاعدة بيانات الفيلم (الإنجليزية)
- نيا روبرتس على موقع كينوبويسك (الروسية)